# Субраманья Баради

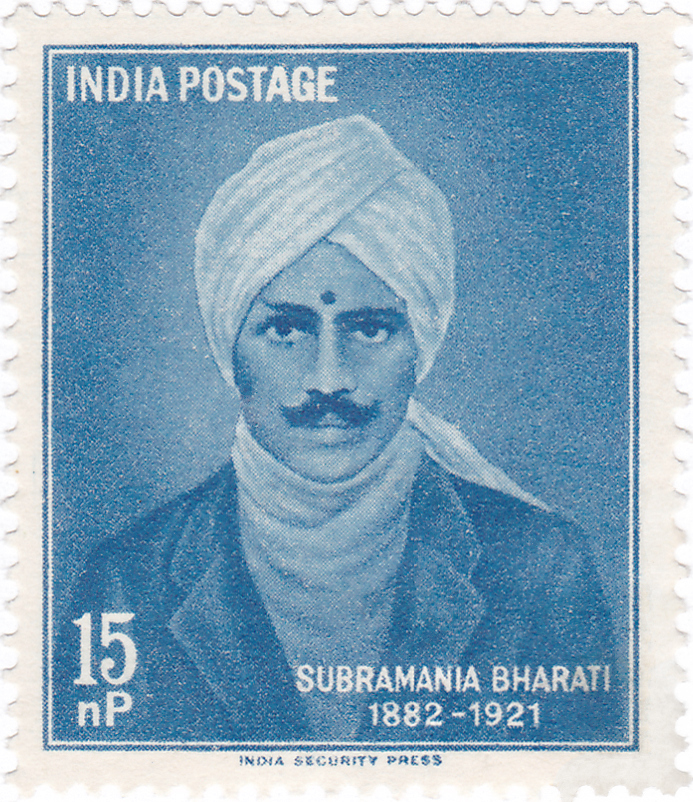
Субраманья Баради на почтовой марке Индии 1960 года

Субраманья Баради (там. சுப்பிரமணிய பாரதி; 11 декабря 1882, Эттаяпурам, Британская Индия — 12 сентября 1921, Мадрас, Британская Индия) — индийский поэт, заложивший основы тамильской поэзии новейшего времени, которого в Индии называют махакави («великий поэт»).

## Биография
Родился в 1882 году в деревне Еттаяпурам, расположенной в округе Тирунелвели президентства Мадрас. Ещё в детстве начал участвовать в поэтических соревнованиях при дворе одного тамильского князя и в одиннадцать лет получил титул «баради» («божество красноречия»). 
С 1898 по 1902 год пребывал в Варанаси, где изучал хинди, санскрит и английский язык, а также посещал лекции политической активистки Анни Безант. Вернувшись в Еттаяпурам в 1902 году, он работает в тамильской газете «Свадешамитран» и создаёт газету «Индия», принимая участие в национально-освободительном движении. Кроме того, после встречи в 1906 году в Калькутте с Сестрой Ниведитой, Баради выступает за упразднение каст и равноправие женщин. 
После 1908 года Баради вынужден покинуть Британскую Индию и переселиться в индийский город Пондишери, находившийся под властью Франции. В 1910 году Баради встречается со Шри Ауробиндо, от которого воспринял идеи ведического гуманизма.  В 1918 году Баради возвращается в Британскую Индию и поселяется в Мадрасе. В 1921 году его жизнь обрывается в результате несчастного случая: его отбросил на землю слон храма в мадрасском районе Трипликане.

## Творчество
Первые два сборника стихотворений Баради опубликовал в 1908 году. Его творчество включало патриотические стихотворения, религиозные стихотворения, социальные стихотворения (в том числе на тему равноправия полов), стихотворную прозу, он также написал роман «История Чиннашанкарана». 
Его патриотические стихотворения пронизаны духом свободной и единой Индии. Баради положительно воспринял весть о революции 1917 года в России и призывал индийцев к подобным изменениям на родной земле, отразив эти мысли в стихотворении «Новая Россия» (там. புதிய ருஷியா).

## Влияние
Глубокое влияние на тамильскую литературу оказало то, что Баради приблизил устную речь к письменной. Вместо распространённого до него «чистого тамильского» («шентамиж») он писал на приближённом к устной речи простых людей языке («кодунтамиж»). 
В конце 2010-х годов руководители Индии премьер-министр Нарендра Моди и президент Рам Натх Ковинд в своих выступлениях по случаю Дня независимости цитировали Баради.